# Leamington FC
Leamington FC (celým názvem: Leamington Football Club) je anglický fotbalový klub, který sídlí ve městě Royal Leamington Spa v nemetropolitním hrabství Warwickshire. Založen byl v roce 1933 pod názvem Leamington Borg & Beck FC. Od sezóny 2017/18 hraje v National League North (6. nejvyšší soutěž).
Své domácí zápasy odehrává na stadionu New Windmill Ground s kapacitou 2 300 diváků.

## Historické názvy
Zdroj: 
- 1933 – Leamington Borg & Beck FC (Leamington Borg & Beck Football Club)
- 194? – Lockheed Leamington FC (Lockheed Leamington Football Club)
- 1973 – AP Leamington FC (Automotive Products Leamington Football Club)
- 1985 – Leamington FC (Leamington Football Club)

## Získané trofeje
- Birmingham Senior Cup ( 6× )
  - 1951/52, 1955/56, 1960/61, 1969/70, 1971/72, 2016/17

## Úspěchy v domácích pohárech
Zdroj: 
- FA Cup
  - 2. kolo: 1977/78, 1978/79
- FA Trophy
  - Čtvrtfinále: 1983/84
- FA Vase
  - Čtvrtfinále: 2006/07

## Umístění v jednotlivých sezonách
Stručný přehled
Zdroj: 
- 1949–1954: Birmingham Combination
- 1954–1955: Birmingham & District League (Southern Division)
- 1955–1960: Birmingham & District League (Division One)
- 1960–1962: Birmingham & District League
- 1962–1963: West Midlands Regional League
- 1963–1971: Midland Football League
- 1971–1976: Southern Football League (Division One North)
- 1976–1979: Southern Football League (Premier Division)
- 1979–1982: Alliance Premier League
- 1982–1985: Southern Football League (Premier Division)
- 1985–1987: Southern Football League (Midland Division)
- 1987–1988: Midland Combination (Premier Division)
- 2000–2001: Midland Combination (Division Two)
- 2001–2002: Midland Combination (Division One)
- 2002–2005: Midland Combination (Premier Division)
- 2005–2007: Midland Football Alliance
- 2007–2009: Southern Football League (Division One Midlands)
- 2009–2013: Southern Football League (Premier Division)
- 2013–2015: Conference North
- 2015–2017: Southern Football League (Premier Division)
- 2017–2023 : National League North
- 2023–2024:  Southern Football League (Premier Division)
- 2024–: National League North

Jednotlivé ročníky
Zdroj: 
Legenda: Z – zápasy, V – výhry, R – remízy, P – porážky, VG – vstřelené góly, OG – obdržené góly, +/- – rozdíl skóre, B – body, červené podbarvení – sestup, zelené podbarvení – postup, fialové podbarvení – reorganizace, změna skupiny či soutěže
| Sezóny  | Liga                                        | Úroveň | Z  | V  | R  | P  | VG | OG | +/- | B  | Pozice |
| ------- | ------------------------------------------- | ------ | -- | -- | -- | -- | -- | -- | --- | -- | ------ |
| 2009/10 | Southern Football League (Premier Division) | 7      | 42 | 19 | 8  | 15 | 84 | 75 | +9  | 65 | 10.    |
| 2010/11 | Southern Football League (Premier Division) | 7      | 40 | 24 | 6  | 10 | 68 | 39 | +29 | 78 | 5.     |
| 2011/12 | Southern Football League (Premier Division) | 7      | 42 | 18 | 15 | 9  | 60 | 47 | +13 | 69 | 7.     |
| 2012/13 | Southern Football League (Premier Division) | 7      | 42 | 30 | 5  | 7  | 85 | 46 | +39 | 95 | 1.     |
| 2013/14 | Conference North                            | 6      | 42 | 13 | 13 | 16 | 54 | 53 | +1  | 52 | 13.    |
| 2014/15 | Conference North                            | 6      | 42 | 10 | 10 | 22 | 59 | 74 | -15 | 40 | 21.    |
| 2015/16 | Southern Football League (Premier Division) | 7      | 46 | 23 | 12 | 11 | 59 | 38 | +21 | 81 | 5.     |
| 2016/17 | Southern Football League (Premier Division) | 7      | 46 | 27 | 11 | 8  | 74 | 32 | +42 | 92 | 2.     |
| 2017/18 | National League North                       | 6      | 42 | 13 | 10 | 19 | 51 | 65 | -14 | 49 | 19.    |
| 2018/19 | National League North                       | 6      | 42 | 13 | 15 | 14 | 27 | 60 | -3  | 54 | 13.    |
| 2019/20 | National League North                       | 6      | 32 | 9  | 8  | 15 | 39 | 51 | -12 | 35 | 18.    |
| 2020/21 | National League North                       | 6      | 15 | 5  | 7  | 3  | 22 | 20 | +2  | 22 | 9.     |
| 2021/22 | National League North                       | 6      | 42 | 12 | 12 | 18 | 39 | 47 | -8  | 48 | 15.    |
| 2022/23 | National League North                       | 6      | 46 | 10 | 18 | 18 | 41 | 60 | -19 | 48 | 22.    |
| 2023/24 | Southern Football League (Premier Division) | 7      | 40 | 19 | 14 | 7  | 61 | 32 | +29 | 71 | 3.     |
| 2024/25 | National League North                       | 6      | 46 | 15 | 10 | 21 | 52 | 56 | -4  | 55 | 16.    |